# Armée du Nouveau-Mexique
L'armée du Nouveau-Mexique est une petite armée confédérée de la guerre de Sécession. Elle opère dans l'Arizona confédéré et le territoire du Nouveau-Mexique au cours de la campagne du Nouveau-Mexique à la fin de 1861, et au début de 1862, avant d'être transférée en Louisiane. Au début, la force est chargée de la sécurisation des forts de l'Arizona confédéré, dont la plupart sont encore aux mains de l'Union. John R. Baylor a déjà établi le territoire de l'Arizona confédéré après la première bataille de Mesilla en 1861. Maintenant, le but est de capturer le reste des forts tenus par les États-Unis dans l'Arizona confédéré et d'envahir le territoire du Nouveau-Mexique. L'armée espère également capturer les mines du Colorado et de Californie, afin de sécuriser l'approvisionnement en or et argent pour financer l'effort de guerre confédéré. En fin de compte, les plans confédérés sont contrecarrés lors de la bataille de Glorieta Pass.

## Histoire
L'armée est formée par le brigadier général Henry Hopkins Sibley au cours de l'été 1861, recrutant dans les comtés de l'est du Texas. Sibley a prévu d'utiliser les compagnies de la milice locale en formant ses régiments, mais, à son arrivée au Texas, il trouve la milice non fiable, il commence donc à recruter à partir de rien. Deux régiments sont formés initialement, le 4th et le 5th Mounted Rifles, à la fois avec une batterie d'obusiers rattachée, mais un troisième régiment, désigné comme le 7th Mounted Rifles, est formé pour garnisonner le territoire. Les volontaires apportent leurs propres armes, leurs chevaux et des couvertures, avec un minimum de fournitures données par les entrepôts du gouvernement. En conséquence, les armes utilisées par les troupes varient largement, comprenant des mousquets, fusil de petit calibre (squirrel gun) et des fusils de chasse à double canon. Après l'entraînement initial à San Antonio, les régiments sont envoyés en détachement vers le fort Bliss près d'El Paso en octobre, où Sibley prend officiellement le commandement des unités militaires dans le territoire de l'Arizona confédéré. Une fois que le commandement est concentré à fort Bliss, Sibley l'envoie alors à fort Thorn dans le Nouveau-Mexique, où il reste pendant un mois.
L'armée commence ses opérations sur ce territoire à la mi-février 1862, lors de son engagement contre la garnison de l'Union à fort Craig. En arrivant au fort, le 13 février, Sibley tente d'abord d'attirer les fédéraux à découvert ; après l'échec de ce plan, il tente ensuite de partir vers le nord du fort pour lui couper ses lignes d'approvisionnement. Le commandant de l'Union, le colonel E. R. S. Canby, réagit en talonnant Sibley vers le nord et l'attaque au fort de Valverde. À ce moment, Sibley est soit souffrant de maladie rénale soit est ivre, au début de la bataille ; il est forcé de remettre le commandement au colonel Thomas Green du 5th Texas. La bataille se développe dans une impasse, qui se poursuit jusqu'en fin d'après-midi, lorsque la gauche de l'Union contre-attaque à la suite d'une attaque confédérée. Cela a créé un trou entre la gauche et le centre de l'Union ; Green ordonne une charge dans l'espace, forçant les forces de l'Union à reculer à travers le rio Grande et capturant quatre canons. Bien qu'il perde la bataille de Valverde, Canby refuse de se retirer comme Sibley l'a prévu, et Sibley estime que le fort est trop puissant pour l'attaquer. Par conséquent, il décide de continuer vers le nord, en traversant la frontière du territoire du Nouveau-Mexique et en laissant Canby derrière lui,. En raison du nombre de chevaux perdus lors de la bataille, le 4th Texas doit être démonté et un certain nombre de chariots de ravitaillement sont abandonnés et brûlés.
Sibley continue vers le nord, capturant Albuquerque le 2 mars et Santa Fe le 13 mars, mais échoue à capturer les approvisionnements de l'Union. Cela oblige les confédérés à vivre sur la terre, mais ils ne peuvent trouver qu'une fraction des fournitures nécessaires ; en outre, la recherche de nourriture lui aliène la population locale. Après avoir établi son quartier général à Albuquerque, Sibley envoie une force avancée sous le commandement du commandant Charles Pyron à Apache Canyon pour surveiller les mouvements de l'Union au nord le long de la piste de Santa Fe. Un deuxième détachement se déplace vers le sud pour surveiller la force de Canby, tandis que le corps principal, sous les ordres du lieutenant-colonel William R. Scurry se déplace lentement vers le nord pour se joindre à Pyron. Une colonne de l'Union en provenance de fort Union, sous le commandement du colonel John P. Slough se déplace vers le sud à cet moment-là. Une avant-garde de cette colonne rencontre la force de Pyron, le 26 mars, repoussant les confédérés dans la passe. Ce soir-là, en réponse à un message de Pyron, Scurry arrive avec la force principale et passe la journée suivante à observer la force de l'Union, s'attendant à une attaque. Lors de la bataille de Glorieta Pass le 28 mars, la principale force confédérée sous les ordres de Scurry combat une force de l'Union en marche de fort Union, la repoussant par le col. Cependant, un détachement de l'Union est en mesure de marcher autour des confédérés et incendie son wagon de train, détruisant une grande partie des fournitures de l'armée confédérée.
Après avoir appris la victoire de l'Union, Canby avance vers le nord afin de se joindre à la force plus au nord et d'entourer Sibley. À court de munitions et de vivres, Sibley recule vers Albuquerque avec moins de 2 000 hommes le 8 avril, quelques heures après l'arrivée de Canby. À la suite de l'arrivée de la force de fort Union, Sibley décide de continuer la retraite en raison d'une pénurie de vivres, de munitions, et de fourrages. La seule bataille qui survient au cours de la retraite est une petite bataille à Peralta, le 15 avril, lorsque Canby tente de saisir une partie de l'armée confédérée. Après que les Confédérés se sont installés dans les maisons en adobe et les fossés autour de la ville, Canby décide que les positions sont trop fortes pour un assaut, alors il essaie de couper la retraite des confédérés. Au cours de ce mouvement, Sibley arrive avec les 5th et 7th Texas Regiments et réussit à arrêter l'attaque de Canby. Les deux côtés se bombardent l'un l'autre avec de l'artillerie jusqu'à ce qu'une tempête de sable se lève, au cours de laquelle les confédérés se retirent du terrain. Les confédérés sont contraints d'abandonner huit obusiers et de laisser des dizaines de blessés lors de leur retraite. Une petite arrière-garde est laissée à la garde du fort Thorn dans le Nouveau-Mexique, mais elle retraite également au début de juillet, en raison de la progression des forces de l'Union en provenance de la Californie. Au cours de la campagne, l'armée a perdu environ un millier d'hommes, dont près de la moitié ont disparu ou ont été capturés.
L'armée est envoyée vers l'est de la Louisiane, où elle combat lors de plusieurs escarmouches et batailles, y compris la campagne de la Red River. Sibley est relevé de son commandement de la brigade pour ivresse et réaffecté à direction des convois de ravitaillement. Les canons capturés à Valverde sont formés en une unité d'artillerie maniée par des volontaires du 5th Texas, désignée sous le nom de Valverde Battery.

## Composition
L'armée est commandée par le brigadier-général Henry Hopkins Sibley et sa force a environ 2 500 hommes. Trois régiments de fusiliers montés forment à l'origine l'armée, et d'autres unités déjà sur le territoire sont ajoutées à mesure que la campagne avance.

### 4th Texas Mounted Rifles
- Colonel James Riley, lieutenant-colonel William R. Scurry[note 2], commandant Henry Raguet (blessé à Valverde)
  - Compagnie A : Capitaine William Hardeman
  - Compagnie B : Capitaine Andrew Scarborough
  - Compagnie C : Capitaine George Hampton
  - Compagnie D : Capitaine Charles Leseur
  - Compagnie E : Capitaine Charles Buckholts
  - Compagnie F : Capitaine James Crosson
  - Compagnie G : Capitaine de Marinus van den Heuvel (tué à Valverde)
  - Compagnie H : Capitaine William Alexander
  - Compagnie I: Capitaine David Nunn
  - Compagnie K: Capitaine William Foard

### 5th Texas Mounted Rifles
- Colonel Thomas Green[note 3], lieutenant-colonel Henry McNeill, commandant Samuel Lockridge (tué à Valverde), le commandant John Shropshire (tué à Glorieta Pass)
  - Compagnie A : Capitaine John Shropshire (promu commandant à la suite de Valverde)[20]
  - Compagnie B : Capitaine Willis Lang
  - Compagnie C : Capitaine Denman Shannon
  - Compagnie D : Capitaine Dan Ragsdale
  - Compagnie E : Capitaine Hugh McPhaill
  - Compagnie F : Capitaine George W. Campbell
  - Compagnie G : Capitaine Jerome McGown
  - Compagnie H : Capitaine Reddin Pridgen
  - Compagnie I : Capitaine Ira Killough
  - Compagnie K : Capitaine Charles Jordan

### 7th Texas Mounted Rifles
- Colonel William Steele
  - Compagnie C : Capitaine Hiram Mack Burrows
  - Compagnie D : Capitaine William H. Cleaver
  - Compagnie E : Capitaine, Dr William L. Kirksey
  - Compagnie G : Capitaine Horatio White Fisher
  - Compagnie K : Capitaine Thomas Orville Moody
- Bataillon avancé du lieutenant-colonel John Sutton[note 4] (tué à Valverde), commandant Powhatan Jordan
  - Compagnie A : Capitaine Powhatan Jordan (promu commandant du bataillon), premier lieutenant Alfred Sturgis Thurmond
  - Compagnie B : Capitaine Gustav Hoffmann
  - Compagnie F : Capitaine James Wiggins
  - Compagnie H : Capitaine Isaac Adair
  - Compagnie I : Capitaine James Gardner (blessé à Valverde), premier lieutenant William B. Key

### Bataillon,2nd Texas Mounted Rifles
- Commandant Charles Pyron
  - Compagnie B : Lieutenant William Jett
  - Compagnie D : Capitaine James Walker
  - Compagnie E : Capitaine Ike Stafford

### Bataillon provisoire d'artillerie
- Commandant Trevanion Teel[note 5]
  - Batterie 2nd Texas Mounted Rifles - Lieutenants Joseph H. McGinnis et Jordon H. Bennett
  - Batterie, 4th Texas Mounted Rifles - Lieutenant Jean Relly
  - Batterie, 5th Texas Mounted Rifles - Lieutenant William Wood

### Unités de l'Arizona
- Compagnie A, régiment de l'Arizona Baylor - Capitaine Sherod Hunter[note 6]
- Arizona Rangers - Capitaine George Frazier
- Brigands - Capitaine John Phillips
- Compagnie d'espionniage de San Elizaro - Lieutenant Lemuel Nicholson
- 1st Arizona Mounted Rifles Battalion - Lieutenant-colonel Philemon Herbert[note 7]